# Bulbophyllum humblotii
Bulbophyllum humblotii là một loài phong lan thuộc chi Bulbophyllum.